# Stauffenbergs Anschlag auf Hitler
Stauffenbergs Anschlag auf Hitler (Originaltitel: Operation Valkyrie: The Stauffenberg Plot to Kill Hitler) ist ein Dokumentarfilm aus dem Jahr 2008 von Jean-Pierre Isbouts über den Widerstand gegen den Nationalsozialismus und das Attentat vom 20. Juli 1944. Der Film entstand mit Unterstützung der Forschungsgemeinschaft 20. Juli 1944.

## Inhalt

### Das Attentat vom 20. Juli
Am 20. Juli 1944 betritt Claus von Stauffenberg das Büro von Generalfeldmarschall Wilhelm Keitel in der Wolfsschanze, dem für die Ostfront zuständigen Führerhauptquartier in Ostpreußen. Stauffenberg soll Hitler über die Einsatzbereitschaft des Ersatzheeres Bericht erstatten. Keitel erklärt, dass das Treffen nicht wie üblich im Bunker, sondern im Konferenzraum der nahegelegenen Lagebaracke stattfinden wird. Stauffenberg gibt an, dass er vorher noch sein Hemd wechseln müsse. Keitels Adjutant Ernst John von Freyend führt ihn daraufhin zu einem Schlafraum. Unterdessen geht für Stauffenberg ein Telefonanruf von Erich Fellgiebel ein, dem General der Nachrichtentruppe. Stauffenberg lässt ausrichten, dass er zurückrufen werde. Keitel wartet bereits ungeduldig auf Stauffenberg und als dieser auftaucht, machen sie sich zum Konferenzraum auf, der auf der gegenüberliegenden Seite des Inneren Sperrkreises der Wolfsschanze liegt. Um 12:35 Uhr betritt Stauffenberg den Konferenzraum, sieben Minuten später wird der Raum von einer Explosion erschüttert.

### Vorgeschichte
1934, ein Jahr nach Hitlers Ernennung zum Reichskanzler, galt er als unumstrittener Herrscher in Deutschland und seine Partei, die NSDAP, hatte die alleinige Kontrolle über das Land. Oppositionsparteien waren im Reichstag verboten, viele Parteiführer wurden verhaftet. Nach dem Tod von Paul von Hindenburg verband Hitler das Amt des Reichskanzlers mit dem des Reichspräsidenten und wurde das alleinige Oberhaupt des Deutschen Reiches, deren Führer. Da Hitler mit Opposition von Seiten der Kirche rechnete, hatte Hitler bereits 1933 ein Konkordat mit dem Vatikan geschlossen. Große Teile der Kirche verhielten sich stillschweigend oder sogar loyal gegenüber dem Nazi-Regime. Einige wenige, wie der katholische Bischof Clemens von Galen oder die evangelischen Theologen Dietrich Bonhoeffer und Martin Niemöller kritisierten allerdings öffentlich die Tötung sogenannten „lebensunwerten Lebens“. Es existierten auch zivile Widerstandsbewegungen wie die an der Münchner Universität entstandene Weiße Rose. Die effektivste Widerstandsbewegung entstand jedoch, wo es die Gestapo am wenigsten erwartete hatte: in der Hierarchie der deutschen Wehrmacht.
Die ersten Keime des Widerstands bildeten sich im militärischen Nachrichtendienst und in der Behörde von Generaloberst Ludwig Beck, dem Chef des Generalstabs des Heeres. Die meisten von ihnen unterstützen in den ersten vier Jahren jedoch Hitlers Regime. 1938 waren die ersten Offiziere des Generalstabs besorgt, da Hitler viele Millionen in die Aufrüstung steckte und unter Verletzung des Versailler Vertrags Truppen in die entmilitarisierte Zone des Rheinlands beordert, sowie am 12. März 1938 deutsche Truppen in Österreich einmarschieren ließ. Weder Frankreich noch Großbritannien unternahmen etwas dagegen. Der ehemalige Bürgermeister von Leipzig Carl Friedrich Goerdeler reiste nach London, um die britische Regierung zu bitten, Hitlers Forderungen nach Vereinnahmung der Tschechoslowakei nicht nachzugeben. Goerdeler war der Meinung, dass man einen neuen Krieg in Europa nur verhindern könnte, wenn die westlichen Alliierten, insbesondere Großbritannien, Hitler seine Grenzen aufzeigen würden.
Während der Konferenz 1938 in München (Münchner Abkommen) gab jedoch Großbritanniens Premierminister Neville Chamberlain Hitlers Forderungen nach: Der westliche Teil der Tschechoslowakei und das Sudetenland wurden widerstandslos an Deutschland abgetreten.

### Kriegsausbruch
Hitler hatte nun (mit Ausnahme der polnischen) alle deutschsprachigen Gebiete zurückgewonnen und war nun auf dem Höhepunkt seiner Macht. Die Kritik an Hitler innerhalb Deutschlands verstummte deshalb zunehmend. Hitler begnügte sich jedoch nicht mit seinen Erfolgen, sondern ließ am 15. März 1939 auch Truppen in Prag einmarschieren (Zerschlagung der Rest-Tschechei) und verstieß damit gegen das zuvor in München geschlossene Abkommen. Als Nächstes ordnete er die Vorbereitung von Fall Weiß an, dem Überfall auf Polen. Inzwischen waren auch Frankreich und Großbritannien alarmiert und warnten Hitler davor, dass jeder militärische Schritt gegen Polen einen neuen Weltkrieg zur Folge haben würde. In der Zwischenzeit unterzeichnete Hitler einen Nichtangriffspakt mit seinem Erzfeind, der Sowjetunion und hatte somit der Wehrmacht die rechte Flanke gesichert. Am 1. September 1939 erfolgte der Überfall auf Polen, daraufhin erklärte Frankreich und Großbritannien zwei Tage später Deutschland den Krieg. Am 17. September, als Polen in zwei Hälften geteilt wurde, marschierten die Russen von Osten her ein, womit der Widerstand der Polen sehr schnell endete. Obwohl Frankreich und Großbritannien offiziell den Krieg erklärt hatten, waren sie für diesen noch nicht bereit und konnten nichts gegen die Einnahme von Polen unternehmen.
Am 10. Mai 1940 stießen deutsche Truppen in den Ardennen gegen französische und britische Truppen vor, gleichzeitig griffen deutsche Truppen die Niederlande und Belgien an. Im sogenannten Blitzkrieg erreichten deutsche Truppen schließlich den Sieg gegen Frankreich. Am 22. Juni 1940 kam es zum Waffenstillstand von Compiègne. Hitler konnte in seinem Refugium auf dem Berghof (Obersalzberg) triumphieren, die Widerstandskämpfer waren demoralisiert, da sie die Öffentlichkeit aufgrund Hitlers militärischer Erfolge nicht mehr auf ihrer Seite sahen. Hitler plante inzwischen bereits seinen Feldzug gegen die Sowjetunion, Bedenken in der militärischen Führung wurden durch die jüngsten Erfolge weggewischt. Mit dem Unternehmen Barbarossa wurde am 22. Juni die Invasion der Sowjetunion gestartet. Hitler ließ die Truppen auf drei verschiedene Stoßtruppen aufteilen (Richtung Norden auf Leningrad, Richtung Süden zu den Ölfeldern des Kaukasus und eher schwach besetzt eine zentrale Stoßrichtung auf Moskau), was sich als fataler Fehler herausstellte. Wegen des Wintereinbruchs geriet die Invasion ins Stocken und der zentrale Vorstoß Richtung Moskau kam zum Erliegen. Nach dem Rückzug des Oberbefehlshabers des Heeres Walther von Brauchitsch übernahm Hitler persönlich die Kontrolle über alle militärischen Operationen im Osten. Am 7. Dezember 1941 führte der Angriff auf Pearl Harbor durch das Japanische Kaiserreich zum Kriegseintritt der USA, die sich bislang neutral verhielten.
Der Widerstand in der deutschen Wehrmacht bekam Auftrieb und Generaloberst Beck suchte nach gleichgesinnten Offizieren. Beck verstand, dass Deutschland nur noch eine Chance hatte, falls man ein Friedensabkommen mit dem Westen aushandeln könnte. Beck wandte sich an den Chef des Allgemeinen Heeresamtes General Friedrich Olbricht, der zugleich Adjutant von Generaloberst Fromm war, dem Befehlshaber des Ersatzheeres, dessen Behörde ihren Sitz in der Berliner Bendlerstraße hatte.

### Stauffenberg
Ebenfalls in Berlin befand sich ein junger Offizier im Generalstab des deutschen Oberkommandos: Claus Schenk Graf von Stauffenberg. Das Stauffenbergsche Adelsgeschlecht gehörte zu einer der ältesten aristokratischen Familien Süddeutschlands. Claus von Stauffenberg wurde 1907 auf Schloss Jettingen als dritter Sohn der katholisch-konservativen Familie geboren, sein Zwillingsbruder Konrad verstarb bereits einen Tag nach der Geburt. Die Familie wuchs anfangs in den privilegierten Verhältnissen auf, welche der deutsche Adel unter Kaiser Wilhelm II. genoss.
Die Niederlage Deutschlands im Ersten Weltkrieg und der darauffolgende Friedensvertrag von Versailles 1919 wurde von Stauffenbergs Familie als „nationale Demütigung“ angesehen. Als Claus davon erfuhr, dass Deutschland um einen Waffenstillstand gebeten hatte, soll er sogar in Tränen ausgebrochen sein. Er beschloss später Offizier zu werden, da er glaubte, dass das Offizierskorps im deutschen Leben schon immer als machtvolle, stabilisierende Kraft diente. 1926 trat er wie in seiner Familie üblich dem Reiter-Regiment 17 in Bamberg bei. Später schloss er sich freiwillig dem George-Kreis des Lyrikers Stefan George an und war Mitglied in dessen elitärem Zirkel Geheimes Deutschland. Der Zirkel träumte davon, dass Deutschland von einer Art „ästhetischer Elite“ geführt werden sollte, deren Ziel es sein sollte, Deutschland von innen heraus zu erneuern. Stauffenberg hoffte, dass sich der Kreis eines Tages erheben würde, um Deutschland wieder in eine „stolze Monarchie“ zu führen.
Stauffenberg lernte die 16-jährige Elisabeth Freiin von Lerchenfeld (genannt Nina) kennen. Nachdem der 23-jährige Claus zum Leutnant befördert worden war, hielt er 1930 um die Hand von Nina an, die seinen Antrag auch annahm. Das Paar wusste allerdings vom Armee-Reglement, nach dem eine Heirat verboten war, solange er nicht 27 Jahre alt war oder seine achtjährige Dienstzeit abgeschlossen hatte.
1923 litt die Weimarer Republik unter der Inflation, 1930 unter der Weltwirtschaftskrise. Wirtschaftliche Probleme und Unruhen ebneten den Weg für den Aufstieg von Adolf Hitler in die Politik. Stauffenberg empfand damals, dass viele Ideen der Nationalsozialisten mit den Idealen des George-Kreises übereinstimmten und unterstützte Hitlers Ernennung zum Reichskanzler, einige Zeitzeugen gaben an, dass seine Reaktion auf Hitler geradezu enthusiastisch gewesen sein soll. In den adeligen und elitären Kreisen herrschte größtenteils Zustimmung für Hitler, da die Nationalsozialisten eine Art Wiedergeburt des Landes versprachen und ein Ende der Demütigungen aus dem Ersten Weltkrieg verhießen. Die Verheißungen und idealisierten Ziele, welche scheinbar mit den Zielen seines George-Kreises übereinstimmten, machten Stauffenberg anfangs blind für die grausame Wirklichkeit der Nationalsozialisten. Viele seiner späteren Mitverschwörer der Operation Walküre waren sich der Gefahr durch Hitler und der Nazis sehr viel früher bewusst als Stauffenberg.
Am 26. September 1933 konnte Claus dank einer Sondergenehmigung seine Nina in der Kirche St. Jakob in Bamberg heiraten, Claus trug dabei seine Uniform mit Stahlhelm. 1936 legte Stauffenberg die Aufnahmeprüfung für die Berliner Kriegsakademie ab. Sein älterer Bruder Berthold zog mit seiner Frau Mika ebenfalls nach Berlin, genauso wie der Cousin Caesar von Hofacker, der sich später ebenfalls dem Widerstand anschloss. Aufgrund hervorragender Noten an der Akademie erhielt Stauffenberg ein Reise-Stipendium für Großbritannien und verbrachte 1936 eine Woche in London. 1937 wurde Stauffenberg zum Hauptmann der Kavallerie befördert und 1938 als Zweiter Generalstabsoffizier zur 1. Leichten Division (später als 6. Panzerdivision bekannt) versetzt. 1939 war Stauffenberg Vater von drei Kindern (Franz Ludwig, Heimeran und Berthold), ein Jahr später wurde ein viertes Kind geboren (Valerie). 1938 kam es zur von der SA und SS ausgelösten Reichskristallnacht. Stauffenberg hatte zwar befürwortet, den jüdischen Einfluss in den Künsten und im öffentlichen Leben einzuschränken, Gewalt und Plünderungen gegenüber Juden verurteilte er allerdings. Als hochrangige Offiziere, darunter auch sein Onkel, ihn um Unterstützung bei einem Staatsstreich gegen Hitler baten, lehnte er dennoch ab. Er begann allerdings zunehmend das Nazi-Regime zu hinterfragen. Stauffenberg war später auch am 10. Mai 1940 dabei, als seine 6. Panzerdivision in Luxemburg und Belgien einfiel. Er wurde gegen seinen Willen von der Front abgezogen und zum Generalstab des Heeres versetzt.

### Von Zweifeln zum aktiven Widerstand
Stauffenberg war Quartiermeister in der 1. Leichten Division, als Hitler im September 1939 in Polen einmarschierte und man ihn im November 1939 um Unterstützung beim Umsturz gegen Hitler ansprach. Seine Antwort war: „Ich bin noch nicht bereit“. Oberst Henning von Tresckow, der an der Ostfront in der Heeresgruppe Mitte diente, hatte Hitlers Entmachtung bereits seit längerem geplant und sah gerade für die Wehrmacht an der Ostfront einzigartige Möglichkeiten, um eine Verschwörung zu planen, da sie dort praktisch unabhängig vom Gestapo, SD und SS agieren konnte. Als Stauffenberg Tresckow im Juli 1941 besuchte, stimmte Stauffenberg überein, dass Hitler für Deutschland eine Gefahr sei, war jedoch immer noch nicht bereit, sich dem Widerstand anzuschließen. Seinen Bruder Berthold erklärte er: „Wir müssen zuerst den Krieg gewinnen. Während des Krieges kann man so etwas nicht tun. Aber danach, wenn wir nach Hause kommen, werden wir mit der Braunen Pest aufräumen“. Noch im Herbst 1942 war Stauffenberg während einer seiner Informationsreisen durch die Ukraine davon überzeugt, dass die Ostfront gehalten werden kann. Im selben Jahr erfuhr Stauffenberg von den Gräueltaten und Massenmorden an den russischen Juden durch Spezialeinheiten der SS, den Einsatzgruppen. Es wird angenommen, dass das, was dort im Namen Deutschlands verbrochen wurde, der Auslöser für Stauffenbergs Richtungswechsel war und der aktive Widerstand von Stauffenberg etwa ab April 1942 begann.
Im Winter 1942 kam der Vorstoß der deutschen Armee vor Stalingrad zum Halt (Schlacht von Stalingrad). Als die 6. Armee unter General Friedrich Paulus vor der sicheren Niederlage stand, verweigerte Hitler den Soldaten den Rückzug und schickte sie in den sicheren Tod, was Stauffenberg endgültig davon überzeugte, dass Hitler entmachtet werden musste.

### Tunesien
Da Stauffenberg seine Kritik inzwischen offen äußerte, wurde er zur 10. Panzer-Division nach Tunesien versetzt. Auf diesem abgelegenen Posten konnte er sich und die Gruppe nicht in Schwierigkeiten bringen, falls er seine Kritik vor den falschen Leuten äußerte.
In Libyen und Tunesien war 1943 die Siegesserie des Afrikakorps unter Erwin Rommel zu Ende. Die US-Armee war während der Operation Torch in Nordafrika gelandet. Am 7. April 1943 versuchte Stauffenberg seine Kolonne durch den engen El-Hafay-Pass zu führen. Die Truppe wurde von alliierten Kampfflugzeugen entdeckt und Stauffenberg schwer verwundet. Er verlor seine rechte Hand, zwei Finger seiner linken Hand und sein linkes Auge. Er wurde in ein Feldlazarett nach Sfax gebracht. Im April 1943 kam er nach München und am 5. Juli kehrte er nach Lautlingen zurück. Währenddessen wurde die Stelle des Stabschefs beim Allgemeinen Heeresamt frei. General Olbricht sorgte dafür, dass die Stelle Stauffenberg angeboten wurde, welche Stauffenberg im Herbst 1943 auch annahm.

### Weitere Attentatsversuche
Ende 1939 fühlte sich Hitler unangreifbar und reiste zur jährlichen Gedenkfeier des fehlgeschlagenen Putschs von 1923 (Hitlerputsch) nach München. Im Bürgerbräukeller hielt er am 8. November 1939 nur eine sehr kurze Rede und verließ die Feier schnell wieder, um mit dem Zug zurück nach Berlin zu reisen. Nur 13 Minuten nachdem Hitler das Rednerpult verließ, explodierte eine Bombe in einer Säule hinter dem Pult, die acht Personen tötete. Die Bombe wurde dort von Georg Elser platziert, den Hitler 1945 ermorden ließ.
In den ersten Monaten des Jahres 1943 hatte die Gruppe um Tresckow bereits eine Reihe von Attentatsversuchen durchgeführt. So konnte Tresckow zwei als Cognac-Flaschen getarnte Bomben in Hitlers Flugzeug bringen. Da die Zünder sehr frostempfindlich und im Frachtraum deponiert waren, explodierten sie dort nicht.
Im März 1943 plante Hitler anlässlich des Heldengedenktages das Zeughaus in Berlin zu besuchen. Rudolf von Gersdorff sollte Hitler durch die Ausstellung sowjetischer Beutewaffen führen und ihm die Ausstellungsstücke erklären. Er plante ein Selbstmordattentat auf Hitler zu verüben und sich mit zwei britischen Clam-Haftminen in den Manteltaschen in die Luft zu sprengen. Hitler lief jedoch so schnell durch die Ausstellung, dass es keine Möglichkeit gab, ihn zu töten.

### Operation Walküre
Der Walküre-Plan war ein offizieller Einsatzplan für den Fall massiver Unruhen innerhalb Deutschlands. Da es 1944 in Deutschland rund 4,4 Millionen Fremdarbeiter gab, machte man sich insbesondere Sorgen, dass Fremdarbeiter Unruhen oder Aufständen anzetteln konnten. Diese sollten mit dem Walküre-Plan niedergeschlagen werden. Im August 1943 arrangierte Stauffenberg mehrere Treffen mit Tresckow, um die Umsetzung des Walküre-Plans zu besprechen und die Führung nach dem Staatsstreich zu bestimmten. Generaloberst Beck sollte als Generalstatthalter das Staatsoberhaupt werden, Goerdeler neuer Reichskanzler und Tresckow würde das Kommando über die gesamte deutsche Polizei übernehmen, inklusive Gestapo und SD. Der einzige Minister aus Hitlers Regierung, den sie übernommen hätten, wäre Rüstungsminister Albert Speer gewesen.
Als Stauffenberg im Juni 1944 zum Stabschef unter Generaloberst Fromm, dem Befehlshaber des Ersatzheeres, befördert wurde, hatte er Gelegenheit, Hitler öfter zu treffen und war damit innerhalb der Gruppe am besten für das Attentat geeignet.

### Pläne
Als problematisch sollte sich herausstellen, dass Stauffenberg sowohl maßgeblich für die Durchführung der Operation Walküre in Berlin war, als auch gleichzeitig der Attentäter in der rund 550 km entfernten Wolfsschanze sein musste. Da Stauffenberg nach dem Attentat lebend nach Berlin kommen sollte, war die Verwendung eines Zeitzünders für die Bombe nötig. Boeselager fand durch Tests heraus, dass englische Zünder am besten geeignet waren, auch weil sie im Gegensatz zu anderen Zündern keine lauten Geräusche von sich gaben. Da es immer mal wieder Blindgänger gab, war ihm auch klar, dass man zur Sicherheit zwei Bomben brauchen würde. Generalmajor Hellmuth Stieff ließ die nötigen Bomben und Zünder über Boeselager beschaffen. Ziel der Operation Walküre war nicht ausschließlich Hitler, vielmehr sollte die gesamte deutsche Führung beseitigt werden, insbesondere auch Heinrich Himmler und Hermann Göring. Die drei waren allerdings nur bei wenigen Gelegenheiten gemeinsam anzutreffen.
Am 11. Juli 1944 war von Stauffenberg und Stieff ein Attentat am Berghof geplant. Als weder Himmler noch Göring auftauchten, entschied Stieff die Aktion abzubrechen. Nur drei Tage später, am 14. Juli 1944, verlegte Hitler sein Hauptquartier vom Berghof zur Wolfsschanze. Die Wolfsschanze wurde 1941 bei den Vorbereitungen zum Unternehmen Barbarossa errichtet und wurde seitdem zu einem gewaltigen Komplex mit drei Sperrkreisen ausgebaut. Der erste Komplex, Sperrkreis II genannt, enthielt Baracken für den Stab und für Gäste. Im Sperrkreis I lagen die Amtsräume der Führungsleute, darunter Göring, Jodl und Keitel. Neben Sperrkreis I lag der Führer-Sperrkreis, wo es einen Bunker für den Führer gab und auch Holzbaracken. In einer Baracke war ein Kartenraum für Lagebesprechungen.
Am 14. Juli 1944 erhielten Stauffenberg und Fromm den Befehl, am 15. Juli in der Wolfsschanze zu erscheinen. In Berlin gab General Olbricht bereits Anweisungen für die Operation Walküre aus. Da Himmler und Göring nicht anwesend waren, wurde das Attentat wieder abgebrochen. Da Stauffenberg bei dem Testlauf erkannte, dass die Chance, die Zünder im Führerbunker zu aktivieren, sehr gering war, entschied er, dass er die Zünder vorher in Keitels Amtsräumen aktivieren musste. Da zwischen den Gebäuden ein Abstand von 365 Meter lag, musste ein längerer Fußweg mit eingeplant werden. Ein üblicher 10-Minuten-Zünder würde somit nicht ausreichen, er würde somit einen 30-Minuten-Zünder benötigen.

### Durchführung
Am 20. Juli 1944 gegen 10.15 Uhr landete Stauffenberg und von Haeften mit einer Heinkel 111 am Flughafen Rastenburg. Um 10.48 Uhr erreichte Stauffenberg den Sperrkreis II. Kurz nach 11 Uhr betrat er das Büro von Keitel. Dort erfuhr er, dass die Konferenz nicht wie üblich im Bunker, sondern in der Lagebaracke stattfinden würde, einem mit Beton verstärktem Holzgebäude. Keitel erklärte ihm, dass die Konferenz aufgrund eines bevorstehenden Besuchs von Mussolini auf 12.30 Uhr vorverlegt wurde. Stauffenberg fragte, wo er sein Hemd wechseln könnte und von Freyend brachte Stauffenberg und von Haeften zu einem Schlafraum. Als die Offiziere dabei waren, die Zünder scharf zu machen und die Bombe zu bestücken, versuchte Voss die Tür zu öffnen, um Stauffenberg über einen Telefonanruf zu informieren. Von Haeften konnte bislang nur die erste Bombe fertigstellen, als Keitel schon ungeduldig wurde und Stauffenberg ausrichten ließ, dass er sich beeilen sollte, weshalb sie sich mit nur einer scharfen Bombe in seiner Aktentasche auf den Weg machten. Im Konferenzraum ließ Hitler sich gerade von Adolf Heusinger Bericht erstatten. Heusinger stand direkt neben Hitler an seiner rechten Seite, neben Heusinger Heinz Brandt. Von Freyend bat Brandt, beiseitezutreten, damit Stauffenberg näher bei Hitler stehen konnte. Nachdem Stauffenberg seine Aktentasche unter dem Tisch platziert hatte, verließ er den Raum wieder, da er ein wichtiges Telefonat führen müsste.
Stauffenberg verließ den Führer-Sperrkreis und ging zum Adjutanten-Gebäude, wo General Fellgiebel auf ihn wartete. Nach der Explosion sah Stauffenberg, wie ein lebloser Körper auf einer Bahre herausgetragen wurde, die mit Hitlers langem Mantel bedeckt war. Stauffenberg und von Haeften konnten mit ihrem Wagen die ersten beiden Kontrollpunkte ungehindert passieren. Nachdem der Kommandant der Wolfsschanze eine totale Ausgangssperre verhängt hatte, wurden die beiden an der letzten Sperre angehalten. Er ließ sich telefonisch mit der Wolfsschanze verbinden und bekam zufällig Hauptmann von Möllendorf an den Apparat, mit dem er am Morgen gemeinsam gefrühstückt hatte. Dieser erteilte Stauffenberg die Erlaubnis, das Gelände zu verlassen. Um 13.15 Uhr hoben sie mit dem Flugzeug Richtung Berlin ab. Aufgrund von starkem Gegenwind landeten Stauffenberg und von Haeften erst gegen 16.00 Uhr in Berlin und trafen um 16.30 Uhr in der Bendlerstraße ein.
Währenddessen war die Informationslage unklar und man war sich nicht sicher, ob das Attentat geglückt oder Hitler noch am Leben war. General Olbricht beschloss den Start von Operation Walküre so lange aufzuschieben, bis er von Stauffenberg persönlich einen Bericht erhielt. Als Stauffenberg in Berlin landete und erfuhr, dass noch nichts unternommen worden war, war er verärgert, dass wertvolle Zeit verschwendet wurde, in denen sie das Überraschungsmoment auf ihrer Seite gehabt hätten.
Fromm weigerte sich, Operation Walküre in Kraft zu setzen, da er von Keitel erfahren hatte, dass Hitler am Leben wäre. Stauffenberg erwiderte, dass dies nur Propaganda aus der Wolfsschanze wäre. Als Fromm anordnen wollte, alle zu verhaften, ließ stattdessen Stauffenberg Fromm unter Arrest stellen. Gemeinsam mit Olbricht und von Quirnheim verschickte Stauffenberg Fernschreiben an die verschiedenen Heereseinheiten, um Walküre durchzuführen. Als Radio Berlin vom gescheiterten Attentat berichtete, war die Verschwörung gegen Hitler zum Scheitern verurteilt.

### Die Folgen
Hitler war überzeugt, dass er seine Rettung der „Vorsehung“ zu verdanken hatte. Als Hitler später Mussolini die Ruinen der Baracke zeigte, erklärte er: „Sehen sie, von denen ist nichts mehr übrig, aber ich bin ohne einen Kratzer davon gekommen“. Tatsächlich wurde Hitler aber an seiner Schulter verletzt.
Zuerst war man noch der Überzeugung gewesen, dass die Bombe von einem der Arbeiter platziert sein musste, die an den Baracken zu tun hatten. Aufgrund des Verschwindens von Stauffenberg wuchs dann der Verdacht gegen ihn.
Major Remer, der die Befehle von Hase verweigert hatte, brachte seine Truppen um den Bendlerblock in Position. Als Fromm aus seinem Arrest befreit wurde, befahl er, die Verschwörer auf der Stelle zu töten, um ihnen keine Gelegenheit zu geben, gegen ihn auszusagen und damit seine eigene Beteiligung zu offenbaren. Stauffenberg, von Haeften und von Quirnheim wurden im Schnellverfahren zum Tode verurteilt. Ein Erschießungskommando führte sie in den Hof des Bendlerblocks, wo sie am 21. Juli 1944 gegen 1 Uhr morgens exekutiert werden.
Hitler ließ eine Säuberungsaktion im Offizierskorps der Wehrmacht durchführen und nutzte die Gelegenheit, um oppositionelle Mitglieder im Reichstag loszuwerden (Aktion Gitter). Zudem ordnete er vor dem Volksgerichtshof eine Reihe von Schauprozessen unter dem Vorsitz von Roland Freisler an.

### Warum scheiterte das Attentat?
Als Brandt mit seinem Fuß gegen die Aktentasche unter dem Tisch stieß, stellte er sie um, auf die rechte Seite des massiven Tischpfostens, der Hitler von der Explosion abschirmte. Alle von der Bombe getöteten (Generalmajor Schmundt, General Korten, Oberst Brandt, sowie der Stenograf Heinrich Berger), standen ungeschützt durch Tischpfosten rechts von der Bombe. Die Ungeduld von Keitel wurde durch Fellgiebels Anruf noch verstärkt, was dazu führte, dass die Attentäter dazu gedrängt wurden, ohne die zweite Bombe zu beginnen. Mit der doppelten Sprengkraft wäre Hitler mit großer Wahrscheinlichkeit getötet worden. Als größtes Hindernis eines Erfolgs gilt jedoch die Verlegung der Besprechung vom fensterlosen Betonbunker in die Holzbaracke. Wäre die Bombe im Bunker explodiert, wäre höchstwahrscheinlich jede im Raum anwesende Person getötet worden.

## Hintergrund
- Philipp Freiherr von Boeselager, der zum Zeitpunkt der Dreharbeiten letzte lebende Protagonist der Operation Walküre, ist im Film in seinem letzten Interview zu sehen, er starb zwei Monate später. Im Abspann wird ihm der Film gewidmet.
- Die Erstveröffentlichung in den USA erfolgte am 11. November 2008, in Deutschland am 9. Juli 2009.
- Im englischen Originalton wird der Erzähler von John H. Mayer gesprochen.